# Karibi
| modro = Karibsko morje |

Karibi (špansko el Caribe; francosko les Caraïbes; nizozemsko de Caraïben) so srednjeameriška regija, ki obsega Karibsko morje s pripadajočimi otoki (ti večinoma obdajajo morje in se delijo na Velike Antile na severu ter na Male Antile na vzhodnem in južnem robu) in okolišnimi obalami. Regija leži jugovzhodno od Severne Amerike, vzhodno od kopenske Srednje Amerike ter severno in severozahodno od Južne Amerike.
Karibske otoke ponekod imenujejo tudi Zahodnoindijski otoki. To ime izvira še iz časov pomorščakov-raziskovalcev (Krištof Kolumb) in osvajalcev, ki so konec 15. in v začetku 16. stoletja iskali drugo pot proti Indiji, Kitajski in Japonski ter sploh niso pomislili, da so prišli do nove celine. Mislili so, da so prišli do prvih otokov na skrajni zahodni strani Indije, zato so otokom dali tako ime.

## Seznam otokov oziroma držav (ozemelj) v Karibih
| Zastava                           | Država ali teritorij              | Zastava                                               | Suverenost              | Status                           | Površina (km2) | Prebivalstvo (2021) | Gostota prebivalstva (za km2) | Glavno mesto      |
| --------------------------------- | --------------------------------- | ----------------------------------------------------- | ----------------------- | -------------------------------- | -------------- | ------------------- | ----------------------------- | ----------------- |
| Antigva in Barbuda                | Antigva in Barbuda                | Antigva in Barbuda                                    | Neodvisna               | Parlamentarna demokracija        | 442            | 93.219              | 199.1                         | St. John's        |
| Bahami                            | Bahami                            | Bahami                                                | Neodvisna               | Parlamentarna demokracija        | 13.943         | 407.906             | 24.5                          | Nassau            |
| Barbados                          | Barbados                          | Barbados                                              | Neodvisna               | Parlamentarna demokracija        | 430            | 281.200             | 595.3                         | Bridgetown        |
| Belize                            | Belize                            | Belize                                                | Neodvisna               | Parlamentarna demokracija        | 22,966         | 400.031             | 16.4                          | Belmopan          |
| Aruba                             | Aruba                             | Nizozemska                                            | Kraljevina Nizozemska   | Sestavna država                  | 180            | 106.537             | 594.4                         | Oranjestad        |
| Bonaire                           | Bonaire                           | Nizozemska                                            | Kraljevina Nizozemska   | Posebna mestna uprava Nizozemske | 294            | 012,093             | 41.1                          | Kralendijk        |
| Sint Eustatius                    | Sveti Evstahij                    | Nizozemska                                            | Kraljevina Nizozemska   | Posebna mestna uprava Nizozemske | 21             | 02,739              | 130.4                         | Oranjestad        |
| Saba                              | Saba                              | Nizozemska                                            | Kraljevina Nizozemska   | Posebna mestna uprava Nizozemske | 13             | 01,537              | 118.2                         | The Bottom        |
| Curaçao                           | Curaçao                           | Nizozemska                                            | Kraljevina Nizozemska   | Sestavna država                  | 444            | 190.338             | 317.1                         | Willemstad        |
| Sint Maarten                      | Sveti Martin                      | Nizozemska                                            | Kraljevina Nizozemska   | Sestavna država                  | 34             | 44.042              | 1176.7                        | Philipsburg       |
| Collectivity of Saint Martin      | Saint Martin                      | Francija                                              | Francija                | Čezmorska skupnost               | 54             | 037,264             | 552.2                         | Marigot           |
| Guadeloupe                        | Gvadelup                          | Francija                                              | Francija                | Čezmorski okraj in dežela        | 1.628          | 396.051             | 246.7                         | Basse-Terre       |
|                                   | Martinik                          | Francija                                              | Francija                | Čezmorki okraj                   | 1.128          | 368.796             | 352.6                         | Fort-de-France    |
| Saint Barthélemy                  | Saint Barthélemy                  | Francija                                              | Francija                | Čezmorska skupnost               | 21             | 10.861              | 354.7                         | Gustavia          |
| Dominikanska republika            | Dominikanska republika            | Dominikanska republika                                | Neodvisna               | Republika                        | 48.671         | 11.117.873          | 207.3                         | Santo Domingo     |
| Haiti                             | Haiti                             | Haiti                                                 | Neodvisna               | Republika                        | 27.750         | 11.447.569          | 361.5                         | Port-au-Prince    |
| Portoriko                         | Portoriko                         | Združene države Amerike                               | Združene države Amerike | Commonwealth                     | 8.870          | 3.256.028           | 448.9                         | San Juan          |
| United States Virgin Islands      | Deviški otoki Združenih držav     | Združene države Amerike                               | Združene države Amerike | Teritorij                        | 347            | 100.091             | 317.0                         | Charlotte Amalie  |
| Britanski Deviški otoki           | Britanski Deviški otoki           | Združeno kraljestvo Velike Britanije in Severne Irske | Združeno kraljestvo     | Britanski čezmorski teritorij    | 151            | 31.122              | 152.3                         | Road Town         |
|                                   | Angvila                           | Združeno kraljestvo Velike Britanije in Severne Irske | Združeno kraljestvo     | Britanski čezmorski teritorij    | 91             | 15.753              | 164.8                         | The Valley        |
| Kajmanji otoki                    | Kajmanski otoki                   | Združeno kraljestvo Velike Britanije in Severne Irske | Združeno kraljestvo     | Britanski čezmorski teritorij    | 264            | 68.136              | 212.1                         | George Town       |
| Montserrat                        | Montserrat                        | Združeno kraljestvo Velike Britanije in Severne Irske | Združeno kraljestvo     | Britanski čezmorski teritorij    | 102            | 4.417               | 58.8                          | Plymouth (Brades) |
| Otoki Turks in Caicos             | Otoki Turks in Caicos             | Združeno kraljestvo Velike Britanije in Severne Irske | Združeno kraljestvo     | Britanski čezmorski teritorij    | 948            | 45.114              | 34.8                          | Cockburn Town     |
| Kuba                              | Kuba                              | Kuba                                                  | Neodvisna               | Socialistična republika          | 109.886        | 11.256.372          | 102.0                         | Havana            |
| Dominika                          | Dominika                          | Dominika                                              | Neodvisna               | Parliamentary Republic Democracy | 751            | 72.412              | 89.2                          | Roseau            |
| Jamajka                           | Jamajka                           | Jamajka                                               | Neodvisna               | Parlamentarna demokracija        | 10.991         | 2.827.695           | 247.4                         | Kingston          |
| Grenada                           | Grenada                           | Grenada                                               | Neodvisna               | Parlamentarna demokracija        | 344            | 124.610             | 302.3                         | St. George's      |
| San Andrés y Providencia          | San Andrés and Providencia        | Kolumbija                                             | Kolumbija               | Okraj                            | 525            | 075,167             | 1431                          | San Andrés        |
| Federal Dependencies of Venezuela | Federal Dependencies of Venezuela | Venezuela                                             | Venezuela               | Territories                      | 342            | 02,155              | 6.3                           | Gran Roque        |
|                                   | Nueva Esparta                     | Venezuela                                             | Venezuela               | Država                           | 1.151          | 0.491,610           | 427.1                         | La Asunción       |
| Trinidad in Tobago                | Trinidad in Tobago                | Trinidad in Tobago                                    | Neodvisna               | Parlamentarna demokracija        | 5.130          | 1.525.663           | 261.0                         | Port of Spain     |
| Saint Kitts in Nevis              | Saint Kitts and Nevis             | Saint Kitts in Nevis                                  | Neodvisna               | Zvezna parlamentarna demokracija | 261            | 47.606              | 199.2                         | Basseterre        |
| Saint Lucia                       | Sveta Lucija                      | Saint Lucia                                           | Neodvisna               | Parlamentarna demokracija        | 539            | 179.651             | 319.1                         | Castries          |
| Sveti Vincencij in Grenadine      | Saint Vincent and the Grenadines  | Sveti Vincencij in Grenadine                          | Neodvisna               | Parlamentarna demokracija        | 389            | 104.332             | 280.2                         | Kingstown         |
| Skupno                            | Skupno                            | Skupno                                                | Skupno                  | Skupno                           | 235.667        | 43.721.039          | 187.6                         |                   |

Otoki v Karibih se delijo na:
- Velike Antile, kamor sodijo:

- Kuba,
- Jamajka,
- Portoriko in
- Hispaniola, ter

- Male Antile, ki se delijo na dve skupini:

- Zavetrne otoke

- Deviški otoki (delno britanski in delno ZDA)
- Angvila (britanski)
- Sveti Evstahij (nizozemski)
- Sveti Martin (delno nizozemski in delno francoski)
- Sveti Bartolomej (francoski)
- Saba (nizozemski)
- Barbuda (del Antigve)
- Sveti Kristofor in Nevis (neodvisen)
- Antigva (neodvisna)
- Montserrat (britanski)
- Gvadalupa (delno francoski, drugi del neodvisen)
- Mrie-Galante (del Gvadalupe)
- Dominika (neodvisna)

- Privetrne otoke

- Martinik (francoski)
- Sveta Lucija (neodvisna)
- Sveti Vincencij (del države Sveti Vincencij in Grenadine)
- Grenadine (dve tretjini del države Sveti Vincencij in Grenadine, ena tretjina del države Grenada)
- Grenada (neodvisna)
- Barbados (neodvisna)
- Tobago (del države Trinidad in Tobago)
- Trinidad (del države Trinidad in Tobago)
- Curaçao (Nizozemski Antili)
- Bonaire (Nizozemski Antili)

Nekateri avtorji zadnjih treh otokov ne prištevajo h Karibom.
V širšem smislu se h Karibskim otokom štejejo še Bahami in otoki Turks in Caicos, čeprav so, zemljepisno gledano, že v Atlantiku.